# Stadio Artemio Franchi
Stadio Artemio Franchi este un stadion de fotbal din Florența, Italia.  El este arena de casă a echipei ACF Fiorentina. Stadionul a fost în 2012 temporar gazda Italiei pentru competiția de rugby union ”Six Nations Championship”. Denumirea inițială a tadionului, la momemntul construcției sale, a fost Stadio Giovanni Berta.
Denumirea anterioară a stadionului a fost "Comunale", dar a fost redenumit în 1991 în cinstea fostului președinte al Federației Italiene de Fotbal, Artemio Franchi.
Stadionul a fost construit în 1931 și are o capacitate de 43.147 de locuri.
El a găzduit câteva meciuri la Campionatul Mondial de Fotbal 1934, și la preliminariile la fotbal pentru Jocurile Olimpice de vară din 1960 din Roma.
Ulterior stadionul a trecut printr-o serie de renovări pentru a putea găzdui Campionatul Mondial de Fotbal 1990, inclusiv înlăturarea pistei de atletism și majorarea numărului de locuri.
Recordul oficial de audiență a fost 58.271 de spectatori, pe 25 noiembrie 1984, la meciul de Serie A dintre Fiorentina și Inter Milano.